# Роберт Бајер
Роберт Бајер (мађ. Bayer Róbert (Bayer Jenő), Будимпешта, 1883 — Будимпешта, 14. август 1905) био је мађарски фудбалер и репрезентативац Мађарске, такође је радио као педагог.

## Каријера
Диплому наставника математике и физике стекао је, а потом и квалификацију наставника фискултуре у Будимпешти. Играо је велику улогу у универзитетском спорту на прелазу векова. Такође је изабран за заслужног играча МАК-а. Један је од оснивача БЕАК-а.

### У клубу
МАЦ је био један од најистакнутијих клубова „херојске ере” мађарског фудбала захваљујући свом левом беку, малом расту, техничким вештинама, агилности и разумном позиционирању. Његове љубазне људске особине такође су допринеле томе да се изузетно допао публици.

### У репрезентацији
Године 1902. играо је у првој званичној утакмици мађарске репрезентације, а 1903. године је добио још једну прилику и то опет против Аустрије али овог пута у Будимпешти, када је Мађарска победила са 3 : 2.

### Педагог
Предавао је у Араду, Жолни и Еперјешу. Његов метод заснован на самоактивности био је пионирски у његовом учењу. Године 1911. организовао је гимназију у Мезекевешду, чији је директор био до 1936. године. Године 1912. први је предложио лабораторијске и радионичке вежбе за студенте. Године 1922. гимназија је проширена интернатом. Много је учинио и за народно образовање ван школе. Држао је курсеве, предавања и изложбе у Мезекевешду.